# Таня Вісан
Таня Вісан (фр. Tania Vicent, 13 січня 1976) - канадська ковзанярка, що спеціалізується в шорт-треку, призер Олімпійських ігор та чемпіонатів світу. 
Таня Вісан виборола чотири олімпійські медалі - дві срібні, дві бронзові - на чотирьох Олімпіадах, завжди в естафеті на 3000 м. Крім олімпійськи успіхів у неї 8 медалей з чемпіонатів світу. 